# Dark Shot
Albums de One shot
Ewaz_Vader
(2006)
Dark Shot est le quatrième album du groupe de jazz / rock progressif One Shot paru en 2008. Il marque une plus grande influence « rock » que les précédents albums et confirme le son très « dur », véritable signature du groupe. Tous les membres du groupe participent à la composition. 
Il s'agit du dernier album de One Shot réalisé avec Emmanuel Borghi, ce dernier quitte ensuite le groupe et est remplacé par Bruno Ruder. 
Le CD est vendu avec un DVD d'un concert au Triton du 24 janvier 2008 et d'interviews des membres du groupe. 

## Liste des titres
| No | Titre                         | Durée |
| -- | ----------------------------- | ----- |
| 1. | Black P (P. Bussonnet)        | 9:09  |
| 2. | opus 12 (E. Borghi)           | 7:52  |
| 3. | Def MK1 (D. Jeand'heur)       | 9:48  |
| 4. | Blade (P. Bussonnet)          | 4:54  |
| 5. | Automate (E. Borghi)          | 7:29  |
| 6. | Downwards (J. Mac Gaw)        | 9:10  |
| 7. | Nosh Partitas (D. Jeand'heur) | 5:56  |

## Personnel

### Formation
- James Mac Gaw : guitare
- Emmanuel Borghi : Fender Rhodes
- Philippe Bussonnet : basse, basse picolo
- Daniel Jeand'heur : batterie